# فهرست کشورهای مستقل در دهه ۲۰۱۰
فهرست کشورهای مستقل در سال ۲۰۲۳(میلادی)

## کشورهای مستقل
در کره زمین کشورهای زیادی وجود دارد که اگر بخواهیم امروزه به طور کلی بگوییم چند کشور مستقل در جهان وجود دارد؟
بهترین جواب ۱۹۶ می باشد.۱۹۶ کشور مستقل در جهان وجود دارد

### A
- افغانستان – امارت اسلامی افغانستان، عضو سازمان ملل
- آلبانی – جمهوری آلبانی، عضو سازمان ملل
- الجزایر – جمهوری دموکراتیک خلق الجزایر، عضو سازمان ملل
- آندورا – شاهزاده‌نشین آندورا، عضو سازمان ملل
- آنگولا – جمهوری آنگولا، عضو سازمان ملل
- آنتیگوآ و باربودا – عضو سازمان ملل
- آرژانتین – جمهوری آرژانتین، عضو سازمان ملل
- ارمنستان – جمهوری ارمنستان، عضو سازمان ملل
- استرالیا – همسود استرالیا، عضو سازمان ملل
- اتریش – جمهوری اتریش، عضو سازمان ملل
- جمهوری آذربایجان – جمهوری آذربایجان، عضو سازمان ملل

### B
- باهاما – همسود باهاماس، عضو سازمان ملل
- بحرین – پادشاهی بحرین، عضو سازمان ملل
- بنگلادش – جمهوری خلق بنگلادش، عضو سازمان ملل
- باربادوس – عضو سازمان ملل
- بلاروس – جمهوری بلاروس، عضو سازمان ملل
- بلژیک – پادشاهی بلژیک، عضو سازمان ملل
- بلیز – عضو سازمان ملل
- بنین – جمهوری بنین، عضو سازمان ملل
- بوتان (کشور) – پادشاهی بوتان، عضو سازمان ملل
- بولیوی – کشور چندملیتی بولیوی، عضو سازمان ملل
- بوسنی و هرزگوین – عضو سازمان ملل
- بوتسوانا – جمهوری بوتسوانا، عضو سازمان ملل
- برزیل – جمهوری فدراتیو برزیل، عضو سازمان ملل
- برونئی – کشور برونئی، منزل‌گاه صلح، عضو سازمان ملل
- بلغارستان – جمهوری بلغارستان، عضو سازمان ملل
- بورکینافاسو – عضو سازمان ملل
- بوروندی – جمهوری بروندی، عضو سازمان ملل

### C
- کامبوج – پادشاهی کامبوج، عضو سازمان ملل
- کامرون – جمهوری کامرون، عضو سازمان ملل
- کانادا – عضو سازمان ملل
- کیپ ورد – جمهوری کیپ ورد، عضو سازمان ملل
- جمهوری آفریقای مرکزی – عضو سازمان ملل
- چاد – جمهوری چاد، عضو سازمان ملل
- شیلی – جمهوری شیلی، عضو سازمان ملل
- چین – جمهوری خلق چین، عضو سازمان ملل
- کلمبیا – جمهوری کلمبیا، عضو سازمان ملل
- کومور – اتحادیه کومور، عضو سازمان ملل
- جمهوری کنگو – جمهوری کنگو، عضو سازمان ملل
- جمهوری دموکراتیک کنگو – جمهوری دموکراتیک کنگو، عضو سازمان ملل
- کاستاریکا – جمهوری کاستاریکا، عضو سازمان ملل
- کرواسی – جمهوری کرواسی، عضو سازمان ملل
- کوبا – جمهوری کوبا، عضو سازمان ملل
- قبرس – جمهوری قبرس، عضو سازمان ملل
- جمهوری چک – عضو سازمان ملل

### D
- دانمارک – پادشاهی دانمارک، عضو سازمان ملل
- جیبوتی – جمهوری جیبوتی، عضو سازمان ملل
- دومینیکا – هم‌سود دومینیکا، عضو سازمان ملل
- جمهوری دومینیکن – جمهوری دومینیکن، عضو سازمان ملل

### E
- اکوادور – جمهوری اکوادور، کشور عضو سازمان ملل متحد
- مصر – جمهوری عربی مصر، عضو سازمان ملل متحد وزارت امور خارجه
- السالوادور – جمهوری السالوادور، عضو سازمان ملل متحد وزارت امور خارجه
- گینه استوایی – جمهوری گینه استوایی، عضو سازمان ملل متحد وزارت امور خارجه
- اریتره – حکومت اریتره، عضو سازمان ملل متحد وزارت امور خارجه
- استونی – جمهوری استونی، عضو سازمان ملل متحد وزارت امور خارجه
- اسواتینی – پادشاهی اسواتینی، عضو سازمان ملل
- اتیوپی – جمهوری فدرال دموکراتیک اتیوپی، کشور عضو سازمان ملل متحد

### F
- فیجی – جمهوری فیجی، عضو سازمان ملل متحد وزارت امور خارجه
- فنلاند – جمهوری فنلاند، کشور عضو سازمان ملل متحد
- فرانسه – جمهوری فرانسه، عضو سازمان ملل متحد وزارت امور خارجه

### G
- گابن – جمهوری گابن، عضو سازمان ملل
- گامبیا – جمهوری اسلامی گامبیا
- گرجستان – عضو سازمان ملل
- آلمان – جمهوری فدرال آلمان، عضو سازمان ملل
- غنا – جمهوری غنا، عضو سازمان ملل
- یونان – جمهوری یونان، عضو سازمان ملل
- گرنادا – عضو سازمان ملل
- گواتمالا – جمهوری گواتمالا، عضو سازمان ملل
- گینه – جمهوری گینه، عضو سازمان ملل
- گینه بیسائو – جمهوری گینه بیسائو، عضو سازمان ملل
- گویان – جمهوری تعاونی گویان، عضو سازمان ملل

### H
- هائیتی – جمهوری هائیتی، عضو سازمان ملل متحد وزارت امور خارجه

قدس 

### I
- ایسلند – جمهوری ایسلند، کشور عضو سازمان ملل متحد
- هند – جمهوری هندوستان، عضو سازمان ملل متحد وزارت امور خارجه
- اندونزی – جمهوری اندونزی، عضو سازمان ملل متحد وزارت امور خارجه
- ایران جمهوری اسلامی ایران، عضو سازمان ملل متحد وزارت امور خارجه
- عراق – جمهوری عراق، عضو سازمان ملل متحد وزارت امور خارجه
- جمهوری ایرلند – جمهوری ایرلند، عضو سازمان ملل متحد وزارت امور خارجه
- اسرائیل دولت اسرائیل، عضو سازمان ملل متحد وزارت امور خارجه
- ایتالیا – جمهوری ایتالیا، عضو سازمان ملل متحد وزارت امور خارجه
- ساحل عاج – جمهوری ساحل عاج عضو سازمان ملل متحد وزارت امور خارجه

### J
- جامائیکا – عضو سازمان ملل متحد وزارت امور خارجه
- ژاپن – عضو سازمان ملل متحد وزارت امور خارجه
- اردن – پادشاهی اردن هاشمی، عضو سازمان ملل متحد وزارت امور خارجه

### K
- قزاقستان – جمهوری قزاقستان عضو سازمان ملل متحد وزارت امور خارجه
- کنیا – جمهوری کنیا، عضو سازمان ملل متحد وزارت امور خارجه
- کیریباتی – جمهوری کیریباتی، عضو سازمان ملل متحد وزارت امور خارجه
- کره شمالی – جمهوری دموکراتیک خلق کره
- کره جنوبی – جمهوری کره، عضو سازمان ملل متحد وزارت امور خارجه
- کوزوو – جمهوری کوزوو
- کویت – دولت کویت، عضو سازمان ملل متحد وزارت امور خارجه
- قرقیزستان – جمهوری قرقیزستان، عضو سازمان ملل متحد وزارت امور خارجه

### L
- لائوس – جمهوری دموکراتیک خلق لائوس، عضو سازمان ملل متحد وزارت امور خارجه
- لتونی – جمهوری لتونی، عضو سازمان ملل متحد وزارت امور خارجه
- لبنان – جمهوری لبنان، عضو سازمان ملل متحد وزارت امور خارجه
- لسوتو – پادشاهی لسوتو، عضو سازمان ملل متحد وزارت امور خارجه
- لیبریا – جمهوری لیبریا، عضو سازمان ملل متحد وزارت امور خارجه
- لیبی – عضو سازمان ملل متحد وزارت امور خارجه
- لیختن‌اشتاین – شاهزاده‌نشین لیختن‌اشتاین، عضو سازمان ملل متحد وزارت امور خارجه
- لیتوانی – جمهوری لیتوانی، عضو سازمان ملل متحد وزارت امور خارجه
- لوکزامبورگ – دوک‌نشین لوکزامبورگ، عضو سازمان ملل متحد وزارت امور خارجه

### M
- مقدونیه شمالی – جمهوری مقدونیه شمالی، عضو سازمان ملل
- ماداگاسکار – جمهوری ماداگاسکار، عضو سازمان ملل
- مالاوی – جمهوری مالاوی، عضو سازمان ملل
- مالزی – عضو سازمان ملل
- مالدیو – جمهوری مالدیو، عضو سازمان ملل
- مالی – جمهوری مالی، عضو سازمان ملل
- مالت – جمهوری مالت، عضو سازمان ملل
- جزایر مارشال – جمهوری جزایر مارشال ، عضو سازمان ملل
- موریتانی – جمهوری اسلامی موریتانی، عضو سازمان ملل
- موریس – جمهوری موریس، عضو سازمان ملل
- ایالات فدرال میکرونزی – ، عضو سازمان ملل
- مکزیک – ایالات متحده مکزیک، عضو سازمان ملل
- مولدووا – جمهوری مالدیو، عضو سازمان ملل
- موناکو – شاهزاده‌نشین موناکو، عضو سازمان ملل
- مغولستان – عضو سازمان ملل
- مونته‌نگرو – عضو سازمان ملل
- مراکش – پادشاهی مراکش، عضو سازمان ملل
- موزامبیک – جمهوری موزامبیک، عضو سازمان ملل
- میانمار – اتحادیه جمهوری میانمار، عضو سازمان ملل

### N
- نامیبیا – جمهوری نامیبیا، عضو سازمان ملل
- نائورو – جمهوری نائورو، عضو سازمان ملل
- نپال – جمهوری دموکراتیک فدرال نپال، عضو سازمان ملل
- هلند – پادشاهی هلند، عضو سازمان ملل
- نیوزیلند – عضو سازمان ملل
- نیکاراگوئه – جمهوری نیکاراگوئه، عضو سازمان ملل
- نیجر – جمهوری نیجر، عضو سازمان ملل
- نیجریه – جمهوری فدرال نیجریه، عضو سازمان ملل
- نروژ – پادشاهی نروژ، عضو سازمان ملل

### O
- عمان – سلطان‌نشین عمان، عضو سازمان ملل متحد وزارت امور خارجه

### P
- پاکستان – جمهوری اسلامی پاکستان، عضو سازمان ملل
- پالائو – جمهوری پالائو ، عضو سازمان ملل
- پاناما – جمهوری پاناما، عضو سازمان ملل
- پاپوآ گینه نو – مملکت مستقل پاپوآ گینه نو، عضو سازمان ملل
- پاراگوئه – جمهوری پاراگوئه، عضو سازمان ملل
- پرو – جمهوری پرو، عضو سازمان ملل
- فیلیپین – جمهوری فیلیپین، عضو سازمان ملل
- لهستان – جمهوری لهستان، عضو سازمان ملل
- پرتغال – جمهوری پرتغال، عضو سازمان ملل

### Q
- قطر دولت قطر، عضو سازمان ملل متحد وزارت امور خارجه

### R
- رومانی – عضو سازمان ملل متحد وزارت امور خارجه
- روسیه – فدراسیون روسیه، عضو سازمان ملل متحد وزارت امور خارجه
- رواندا – جمهوری رواندا، عضو سازمان ملل متحد وزارت امور خارجه

### S
- سنت کیتس و نویس – فدراسیون سنت کیتس و نویس، عضو سازمان ملل
- سنت لوسیا – عضو سازمان ملل
- سنت وینسنت و گرنادین‌ها – عضو سازمان ملل
- ساموآ – ایالت مستقل ساموآ، عضو سازمان ملل
- سان مارینو – جمهوری سان مارینو، عضو سازمان ملل
- سائوتومه و پرنسیپ – جمهوری دموکراتیک سائوتومه و پرنسیپ، عضو سازمان ملل
- عربستان سعودی – پادشاهی عربستان سعودی، عضو سازمان ملل
- سنگال – جمهوری سنگال، عضو سازمان ملل
- صربستان – جمهوری صربستان، عضو سازمان ملل
- سیشل – جمهوری سیشل، عضو سازمان ملل
- سیرالئون – جمهوری سیرالئون، عضو سازمان ملل
- سنگاپور – جمهوری سنگاپور، عضو سازمان ملل
- اسلواکی – جمهوری اسلواکی، عضو سازمان ملل
- اسلوونی – جمهوری اسلوونی، عضو سازمان ملل
- جزایر سلیمان – عضو سازمان ملل
- سومالی – جمهوری فدرال سومالی، عضو سازمان ملل
- آفریقای جنوبی – جمهوری آفریقای جنوبی، عضو سازمان ملل
- سودان جنوبی – جمهوری سودان جنوبی، عضو سازمان ملل
- اسپانیا – پادشاهی اسپانیا، عضو سازمان ملل
- سری‌لانکا – جمهوری دموکراتیک سوسیالیستی سری‌لانکا، عضو سازمان ملل
- سودان – جمهوری سودان، عضو سازمان ملل
- سورینام – جمهوری سورینام، عضو سازمان ملل
- سوئد – پادشاهی سوئد، عضو سازمان ملل
- سوئیس – کنفدراسیون سوئیس، عضو سازمان ملل
- سوریه – جمهوری عربی سوریه، عضو سازمان ملل

### T
- تایوان – جمهوری چین
- تاجیکستان – جمهوری تاجیکستان، عضو سازمان ملل
- تانزانیا – جمهوری متحد تانزانیا، عضو سازمان ملل
- تایلند – پادشاهی تایلند، عضو سازمان ملل
- تیمور شرقی – جمهوری دموکراتیک تیمور شرقی، عضو سازمان ملل
- توگو – جمهوری توگو، عضو سازمان ملل
- تونگا – پادشاهی تونگا، عضو سازمان ملل
- ترینیداد و توباگو – جمهوری ترینیداد و توباگو، عضو سازمان ملل
- تونس – جمهوری تونس، عضو سازمان ملل
- ترکیه – جمهوری ترکیه، عضو سازمان ملل
- ترکمنستان – عضو سازمان ملل
- تووالو – عضو سازمان ملل

### U
- اوگاندا – جمهوری اوگاندا، کشور عضو سازمان ملل متحد
- اوکراین – عضو سازمان ملل متحد وزارت امور خارجه
- امارات متحده عربی – عضو سازمان ملل متحد وزارت امور خارجه
- بریتانیا – پادشاهی متحده بریتانیا و ایرلند شمالی، عضو سازمان ملل متحد وزارت امور خارجه
- ایالات متحده آمریکا – ایالات متحده آمریکا، عضو سازمان ملل متحد دولت عضو
- اروگوئه – جمهوری اروگوئه، عضو سازمان ملل متحد وزارت امور خارجه
- ازبکستان – جمهوری ازبکستان، عضو سازمان ملل متحد وزارت امور خارجه

### V
- وانواتو – جمهوری وانواتو، عضو سازمان ملل متحد وزارت امور خارجه
- واتیکان – واتیکان، دولت ناظر دائمی در سازمان ملل متحد
- ونزوئلا – جمهوری بولیواری ونزوئلا، عضو سازمان ملل متحد وزارت امور خارجه
- ویتنام – جمهوری سوسیالیستی ویتنام، عضو سازمان ملل متحد وزارت امور خارجه

### Y
- یمن – جمهوری یمن، عضو سازمان ملل متحد وزارت امور خارجه

### Z
- زامبیا – جمهوری زامبیا، عضو سازمان ملل متحد وزارت امور خارجه
- زیمبابوه – جمهوری زیمبابوه، کشور عضو سازمان ملل متحد

## سرزمین‌های غیر مستقل

### استرالیا
- جزیره‌های آشمور و کارتیر – قلمرو جزیره‌های آشمور و کارتیر (سرزمین بیرونی، خالی از سکنه)
- قلمرو جنوبگان استرالیا – (سرزمین بیرونی، خالی از سکنه)
- جزیره کریسمس – سرزمین جزیره کریسمس (سرزمین بیرونی)
- جزایر کوکوس – قلمرو جزایر کوکوس (سرزمین بیرونی)
- جزایر دریای مرجان – قلمرو جزایر دریای مرجان (سرزمین بیرونی، خالی از سکنه)
- جزیره هرد و جزایر مک‌دونالد – خاک جزیره هرد و جزایر مک‌دونالد (سرزمین بیرونی، خالی از سکنه)
- جزیره نورفک – قلمرو جزایر نورفک (سرزمین بیرونی)

### چین
- هنگ کنگ – هنگ کنگ منطقه ویژه اداری جمهوری خلق چین
- ماکائو – ماکائو منطقه ویژه اداری جمهوری خلق چین

### دانمارک
- جزایر فارو (کشور سازنده)
- گرینلند (کشور سازنده)

### فنلاند
- جزایر الند (منطقه خنثی و غیرنظامی)

### فرانسه
- جزیره کلیپرتون (قلمروی فرادریایی)
- گویان فرانسه (ناحیه فرادریایی)
- پلی‌نزی فرانسه (مجموعه فرادریایی)
- سرزمین‌های جنوبی و جنوبگانی فرانسه – سرزمین‌های قطب جنوب و جنوبی فرانسه (قلمروی فرادریایی)
- جزیره گوادلوپ (ناحیه‌های فرادریایی)
- مارتینیک (ناحیه فرادریایی)
- مایوت (ناحیه فرادریایی)
- کالدونیای جدید
- رئونیون (ناحیه فرادریایی)
- سنت بارثلمی – قلمرو جامعه سنت بارتلمی (قلمروی فرادریایی)
- سنت مارتین (قلمروی فرادریایی)
- سنت پیر و ماژلان (قلمروی فرادریایی)
- والیس و فوتونا (مجموعه فرادریایی)

### یونان
- کوه آثوس (دولت مستقل راهبانی)

### هلند
- آروبا (کشور مستقل)
- کوراسائو (کشور مستقل)
- سنت مارتین (کشور مستقل)
- جزایر کارائیب هلند (قلمرو جزیره‌ای بدون استقلال)

### نیوزیلند
- قلمرو وابسته راس (به حالت تعلیق تحت پیمان قطب جنوب)
- توکلائو (قلمرو وابسته به نیوزیلند)
- جزایر کوک (کشور خودمختار با اتحاد آزاد با نیوزیلند)
- نیووی (کشور خودمختار با اتحاد آزاد با نیوزیلند)

### نروژ
- سوالبارد
- یان ماین
- جزیره بووه
- جزیره پتر یکم (به حالت تعلیق تحت پیمان قطب جنوب)
- سرزمین شهبانو ماود (به حالت تعلیق تحت پیمان قطب جنوب)

### بریتانیا
- آکراتاری و داکیلیا – مناطق ویژه پادشاهی آکراتاری و داکیلیا (قلمروی فرادریایی)
- آنگویلا (قلمروی فرادریایی)
- برمودا (قلمروی فرادریایی)
- قلمرو جنوبگان بریتانیا(قلمروی فرادریایی، به حالت تعلیق تحت پیمان قطب جنوب)
- قلمرو اقیانوس هند بریتانیا (قلمروی فرادریایی، مورد مناقشه توسط موریس و سیشل)
- جزایر ویرجین بریتانیا (قلمروی فرادریایی)
- جزایر کیمن (قلمروی فرادریایی)
- جزایر فالکلند (قلمروی فرادریایی، مورد مناقشه توسط آرژانتین)
- جبل طارق (قلمروی فرادریایی)
- مونتسرات (قلمروی فرادریایی)
- جزایر پیت‌کرن (قلمروی فرادریایی)
- سنت هلنا، اسنشن و تریستان دا کونا (قلمروی فرادریایی)
  -  سینت هلینا
  -  اسنشن
  -  تریستان دا کونا
- جورجیای جنوبی و جزایر ساندویچ جنوبی (قلمروی فرادریایی، مورد مناقشه توسط آرژانتین)
- جزایر تورکس و کایکوس (قلمروی فرادریایی)
- گرنزی – قلمرو پیشکاری گرنزی (وابسته به تاج‌وتخت بریتانیا)، با سه قلمرو وابسته:
  -  آلدرنی
  -  سارک
  -  هرم (جزیره)
- جزیره من (وابسته به تاج‌وتخت بریتانیا)
- جرزی – قلمرو پیشکاری جرزی (وابسته به تاج‌وتخت بریتانیا)

### ایالات متحده
- ساموای آمریکا (منطقه‌ای جزیره‌ای شامل جزیره سواینس، مورد مناقشه با توکلائو)
- گوآم (منطقه جزیره‌ای)
- جزایر ماریانای شمالی – کشورهای مشترک‌المنافع جزایر ماریانای شمالی (منطقه جزیره‌ای)
- پورتوریکو – کشورهای مشترک‌المنافع پورتوریکو (منطقه جزیره‌ای)
- جزایر ویرجین ایالات متحده – جزایر ویرجین ایالات متحده (منطقه جزیره‌ای)
- جزایر کوچک حاشیه‌ای ایالات متحده آمریکا (گروهی از مناطق جزیره‌ای)
  -  جزیره بیکر (محدوده ثبت نشده، خالی از سکنه)
  -  جزیره هاولند (محدوده ثبت نشده، خالی از سکنه)
  -  جزیره جارویس (محدوده ثبت نشده، خالی از سکنه)
  -  آب‌سنگ جانستون (محدوده ثبت نشده، خالی از سکنه)
  -  آب‌سنگ کینگمن (محدوده ثبت نشده، خالی از سکنه)
  -  آب‌سنگ مرجانی میدوی (محدوده ثبت نشده، خالی از سکنه)
  - [[پرونده:|23x15px|border |alt=|link=]] جزیره ناواسا (محدوده ثبت نشده، خالی از سکنه، ادعا شده توسط هائیتی)
  -  جزیره مرجانی پالمیرا (محدوده ثبت نشده، خالی از سکنه، قبلاً به جزایر هاوائی متعلق بوده)
  -  جزیره ویک (محدوده ثبت نشده، خالی از سکنه، ادعا شده توسط جزایر مارشال)

## کشورهای دیگر
- جنوبگان به عنوان یک کل تا به حال هیچ دولت و هیچ دائمی مردم است. هفت متحده ادعا کرد که بخش‌هایی از قطب جنوب و پنج تن از این بود متقابلاً به رسمیت شناخته شده و یکی دیگری را ادعا می‌کند.[۱] این ادعا که تنظیم شده توسط پیمان قطب جنوب، سیستم، شد نه شناخته شده و نه مورد مناقشه از سوی دیگر امضاکننده دولت است.[۲]
- به اتحادیه اروپا بود sui generis فراملی سازمان که تا به حال ۱۲ (بعد ۱۵) عضو. عضو متحده در حال انتقال به یک اندازه از خود قانون‌گذاری اجرایی و قضایی قدرت به نهادهای اتحادیه اروپا و به عنوان مثل اتحادیه اروپا تا به حال برخی از عناصر حاکمیت بدون به‌طور کلی در نظر گرفته شده یک کشور مستقل است. اتحادیه اروپا نمی‌ادعا می‌کنند به یک کشور مستقل بود و تنها ظرفیت محدود برای روابط با کشورهای دیگر است.
- این Sovereign Military Order of Malta شد یک نهاد مدعی حاکمیت سازمان ملل و ناظر است. بود دو جانبه روابط دیپلماتیک با تعداد زیادی از کشورها اما تا به حال هیچ سرزمین دیگر از برون مناطق در رم.[۳] منظور قانون اساسی اظهار داشت: «منظور این است که یک موضوع حقوق بین‌الملل و تمرینات مستقل توابع.»[۴] اگر چه منظور اغلب خود را اظهار حاکمیت آن را ادعا می‌کنند به یک کشور مستقل است. آن را فاقد یک قلمرو تعریف شده‌است. از آنجا که تمام اعضای آن بودند و شهروندان کشورهای دیگر تقریباً همه آن‌ها در زندگی خود را بومی کشورها و کسانی که اقامت در سفارش برون مرزی خواص در رم بود تا تنها در ارتباط با وظایف رسمی خود را سفارش فاقد مشخصه داشتن یک جمعیت دائمی است.